# Commewijne
Commewijne ist ein Distrikt in Suriname. Im Westen wird der Distrikt vom Suriname begrenzt, im Osten vom Distrikt Marowijne und im Süden vom Distrikt Para.
Hauptwirtschaftszweig ist die Landwirtschaft, die in der Gegend schon seit dem Anfang der niederländischen Kolonisation im 17. Jahrhundert (in der Form von Plantagenwirtschaft) betrieben wird.
Aus der Kolonialzeit stammen noch einige Überreste von kleineren Forts in Commewijne. Das wichtigste davon befindet sich in dem Hauptort des Distriktes Nieuw-Amsterdam und ist zu einem Freilichtmuseum gestaltet worden.
Im Parlament (De Nationale Assemblée) ist der Distrikt Commewijne mit vier Abgeordneten vertreten.

## Verwaltungsgliederung
Der Distrikt Commewijne ist seinerseits wiederum in folgende sechs Ressorts gegliedert (dezentralisiert):
- Alkmaar
- Bakkie
- Johan & Margaretha
- Meerzorg
- Nieuw-Amsterdam
- Tamanredjo